# المتسلل ليلا (مارفل)
المتسلل ليلًا أو نايت كرولير (بالإنجليزية: Nightcrawler)‏ هو شخصية من شخصيات قصص إكس-من.
اسمه الحقيقي هو كيرت واجنر (Kurt Wagner) يستطيع الاختفاء والظهور بأسرع ما يمكن ولديه جسد أزرق وأذنان طويلتان.

## وصلات خارجية
- المتسلل ليلا في ويكي عالم مارفل